# Alain Bentolila
 (mars 2024).
Si vous disposez d'ouvrages ou d'articles de référence ou si vous connaissez des sites web de qualité traitant du thème abordé ici, merci de compléter l'article en donnant les références utiles à sa vérifiabilité et en les liant à la section « Notes et références ».
Alain Bentolila est un linguiste français né le 21 avril 1949 à Relizane (Algérie française).
Il est l'auteur d'une vingtaine d'ouvrages concernant notamment l'illettrisme des jeunes adultes et l'apprentissage de la lecture et du langage chez l'enfant, ainsi que de plusieurs rapports au ministère de l'Éducation nationale. Il a été professeur à l'université Paris-Descartes, et durant sa carrière il a dirigé 19 thèses de doctorat en linguistique générale et appliquée et en sciences de l'éducation.

## Biographie
(mars 2024).
Alain Bentolila a d'abord travaillé sur des langues étrangères (africaines, créoles, kitchua) : il a dirigé l'élaboration d'un dictionnaire élémentaire créole haïtien-français (1976) et a publié une dizaine d'articles sur les langues créoles dans des revues internationales[réf. nécessaire]. Sa thèse de troisième cycle décrit les structures communes aux langues créoles et aux langues africaines. Sa volonté de donner un sens social à ses travaux de description linguistique l'a amené à diriger des campagnes nationales d'alphabétisation en Haïti et en Équateur (1978–1985).
À partir de 1980, ses recherches se sont orientées vers la genèse de la conscience sémiologique chez l'enfant de 3 à 6 ans : c'est le sujet de sa thèse d'État soutenue en 1984. Elles se sont ensuite étendues aux questions relatives à la maîtrise de la langue orale et écrite chez les élèves de l'école primaire et les jeunes adultes. Alain Bentolila est professeur à l’université Paris-Descartes, dont il a dirigé le service de formation continue de 1981 à 1985[réf. nécessaire].
Il a créé et préside depuis 2010 le Centre international de formation et d’élaboration d'outils pédagogiques (CI-FODEM), indépendant de tout rattachement institutionnel, qui construit des dispositifs hybrides pour les enseignants :  Réseau des observatoires locaux de la lecture (ROLL) , Réseau des observatoires des mathématiques (ROMA), Site d'Apprentissage Intégral de la lecture et de l'écriture (AILE), Site de Compréhension et Interprétation des textes Fondateurs(CITE). Il a créé et dirige depuis 2013 La Machine à lire avec le soutien de la ville du Havre et de la Fondation SNCF.
Il fut de 1998 à 2006 le directeur scientifique du programme « medersat.com », qui a créé dans toutes les régions du Maroc plus de 1001 écoles rurales dotées d’un dispositif éducatif adapté aux besoins du monde rural et périurbain marocain[réf. nécessaire].
Il fut conseiller scientifique de l’Observatoire national de la lecture de 1997 à 2008, administrateur et vice-président de la Fondation d’utilité publique des Caisses d'épargne de 1999 à 2011. Il est administrateur de la fondation de la SNCF et administrateur de la Fondation VINCI. Il est fondateur et président des « Controverses de Descartes » depuis 2011. Il a accepté la présidence du conseil scientifique du réseau Don Bosco en  2018.

## Distinctions
Alain Bentolila est officier de la Légion d'honneur, officier des Arts et lettres et officier de l'ordre national du Mérite. Il est docteur honoris causa de l’université catholique de Paris. Il a obtenu, en 1997, le prix d'Académie pour son livre De l'illettrisme en général et de l'école en particulier, en 2007 le prix essai de France Télévisions pour Le verbe contre la barbarie et le prix de la Forêt des livres pour Urgence école en 2008.

## Controverses
Il est présent dans les médias, notamment depuis 2004 avec plusieurs tribunes sur l'enseignement. Ses chiffres sur la prétendue extrême pauvreté du vocabulaire des enfants et des jeunes sont considérés par certaines sources comme « farfelus » et « très exagérés ».
Ses préconisations sur l'évolution de l'école sont contestées comme étant « a-scientifiques » par d'autres chercheurs et par des associations d'enseignants,,,,.

## Publications

### Ouvrages
Essais et descriptions
- Dictionnaire élémentaire créole haïtien-français, Éditions Caraïbes / Hatier, 1976. (Sous la direction)
- De l'illettrisme en général et de l'école en particulier, PLON 1996. Grand prix de l'Académie française.
- Actes des Entretiens de l’Unesco : Le goût d’apprendre, Nathan, 2004. (Sous la direction).
- Tout sur l’école, Odile Jacob, septembre 2004.
- Actes des Entretiens de l’Unesco : Le goût de lire, Nathan, 2005. (Sous la direction).
- Le Verbe contre la barbarie, Odile Jacob, 2007. Prix essai France télévision.
- Urgence école : le droit d’apprendre, le devoir de transmettre, Odile Jacob, 2007. Prix de la Forêt des livres.
- Quelle école maternelle pour nos enfants ?, Odile Jacob, 2009.
- Parle à ceux que tu n'aimes pas. Le défi de Babel, Odile Jacob, septembre 2010  (ISBN 978-2-7381-2544-6).
- Au tableau, monsieur le Président ! - Pour une école enfin républicaine, Odile Jacob, janvier 2012.
- La langue française pour les nuls, First, Paris, décembre 2012, 500p
- La grammaire entre contrainte et liberté, Nathan, janvier 2013, 120p
- Apprendre à lire, Nathan, Janvier 2013, 120p
- Langue et science, Plon, janvier 2014, avec Yves Quéré, 203p
- Comment sommes-nous devenus si cons ?, éditions First, 2014, 185p.
- Reprenons nos esprits, éditions First, 2016, 249 p.
- Apprendre à lire pour les Nuls, éditions First, 2016, 389 p.
- L'école contre la barbarie, First, 2017, 223 p.
- L'essentiel de la pédagogie, Nathan 2017, 356 p.
- Apprentissage de la lecture , Nathan 334 pages Septembre 2019
- La Joie d'apprendre ensemble. 150 activités ludiques pour cultiver le langage et le plaisir de lire, First, 2019, 345 p.
- Nous ne sommes pas des bonobos, avril 2021, Odile Jacob, Paris, 226 p.
- L'école de la résistance, 2022, Odile Jacob Paris, 212 p
- Ecole de la résistance, 2023, Odile Jacob, Paris, 218 p
- Controverses sur la langue française, 51 vérités contre l'hypocrisie et la démagogie, ESF sciences humaines, février 2024, 156 p.

Ouvrages didactiques et applications numériques
- Bescherelle grammaire, Hatier, 1985.
- Mondalire, méthode d’apprentissage de la lecture, Nathan, 2006.
- Lettris, méthode pluridisciplinaire de lutte contre l’illettrisme, Nathan, 2006.
- Le Nathan, grammaire, vocabulaire, conjugaison, Nathan, 2014
- KIMAMILA, méthode de lecture. Nathan, 2014
- Le Réseau des observatoires locaux de la Lecture (ROLL), CI-FODEM 2014
- La Machine à Lire (MAL), CI-FODEM 2015
- La Machine à Comprendre (MAC), 2018
- Le Réseau des Observatoires des Mathématiques (ROMA). CI-FODEM 2018
- Télé Formation Français. CI-FODEM 2017
- Télé Formation Mathématique. CI-FODEM, 2017
- PROLIVRE, site lycées pro, 2018
- CITé, site pour les prisons, 2018
- POLYLECTE, site pour les collèges 2020
- Désir d'Apprendre, site pour les parents 2021

### Articles

#### Dans des revues scientifiques
- Le propre de l’Homme : le Verbe, Raison présente, février 2004.
- Diversité et inégalités linguistiques, Conflits actuels, mai 2004.
- Comprendre, Cahiers de l’Herme : hommage à George Steiner, avril 2004.
- Insécurité linguistique, Actes XII des Entretiens de la Sorbonne, Éditions Nathan, 2002, 10 p, mars 2004.
- On n’apprend pas tout seul : Neuropsychiatrie de l’enfance et de l’adolescence Elsevier, septembre 2004.
- Apprentissage de la lecture, Ortho magazine, Masson, mars 2006.
- Apprendre à lire, Cahiers pédagogiques, avril 2006.
- L’École à deux ans (contribution à), Odile Jacob, avril 2006, 15 p.
- École et résilience (contribution à), Odile Jacob, mai 2006, 26 p.
- Échec scolaire et destin social, Le meilleur des mondes, Denoël, mai 2006, 10 p.
- Le goût de l’autre, Revue « Autre », mars 2008 15 p.
- Être de parole, Revue de société, Glénat, février 2008 16 p.
- Le développement du langage, revue française de pédiatrie, septembre 2012
- L'écran et l'écrit, oxford publishing, octobre 2012
- Verbe et pensée, Cerveau Psy, octobre 2014
- École maternelle , aspect cognitif et pédagogique Odile Jacob Septembre 2019

#### Dans des journaux et magazines
- Contre la barbarie : l’école, Le Matin, mai 2004 (Maroc).
- Faire de nos enfants des résistants intellectuels, Le Matin (Maroc), octobre 2003.
- Pour la langue, ça craint grave, Libération, août 2004.
- L’oubli des livres, Le Figaro, septembre 2004.
- L’école en insécurité linguistique : Le Figaro, novembre 2004.
- Illettrisme et intolérance, Le Figaro, février 2004.
- Au tribunal, l’injustice linguistique, Libération, octobre 2004.
- L’école des filles, Le Matin (Maroc), octobre 2004.
- Contre les ghettos scolaires, le mélange, Le Figaro, octobre 2004.
- La télé-culture, ennemi numéro un de l’école, Le Monde, décembre 2004.
- L’insécurité linguistique obscurcit l’horizon du Maroc, L’Économiste, janvier 2005.
- L’école face à l’impudeur télévisuelle, Le Figaro, 2005.
- Le Verbe pour transformer le monde ou la langue, le moyen de rendre savant, L’Économiste, avril 2005.
- Apprendre à lire : un chemin aride, Le Monde, juin 2005.
- Notre école a failli, Le Monde, novembre 2005.
- Quelques vérités sur l’apprentissage de la lecture, Le Figaro, décembre 2005.
- Des mots pour dire le monde, L’Express, avril 2006.
- Le verbe et l’action, Les Cahiers pédagogiques, 2007
- École, mythe et mirage de la démocratisation, Le Monde, 2007.
- Le supérieur malade de l’école, Le Monde, 2007.
- Trente années d’errance, Le Figaro Magazine, 2007.
- Le français entre illusion et démagogie, Le Monde, 2007.
- Contre les ghettos linguistiques, Le Monde, 2008
- La Maternelle au front des inégalités, Le Monde, 2008
- De l'impuissance linguistique à la violence, Libération, 2009
- Ne confondons pas variété et inégalité linguistique !, Revue « Le Débat », Gallimard, 2009.
- Le bac: la parodie de l'examen, Le Figaro, 2010
- L'éducation africaine sauvée par le numérique ?, Le Figaro, 2010
- Des mots contre l'illettrisme, Le Figaro, 2010
- L'analphabétisme en francophonie, l'Économiste du Maroc, 2010
- L'école et l'illettrisme, Le Figaro, mars 2013
- Lettre ouverte à Benoît Hamon, l'Express, février 2014
- Identité et appartenance, La Croix, septembre 2014
- L'école et le numérique, Le Figaro, octobre 2014
- Barbarie et religion, l'Express, octobre 2014
- Contre les cyniques (soutien à Marcel GAUCHET), l'Obs, octobre 2014
- Une religion ça se mérite, Libération, décembre 2014
- L'éblouissement du numérique, Le Figaro, janvier 2015
- La télé abîme la langue et pervertit le verbe, Le Figaro, février 2015
- Nétanyaou, de quoi je me mêle ?, l'Obs, mars 2015
- L'orientation honteuse, Le Monde, octobre 2016
- La vraie raison des violences scolaires, Marianne, 21 octobre 2016
- La tête et la main, Le Monde, 2017
- Genre et sexe, Le Monde 2017
- Laïcité et spiritualité, L'Express, 2018
- Règles et liberté de pensée, L'Express, 2018
- On ne fuit pas devant l'antisémitisme, Marianne 2019
- Pour une éducation durable, Marianne 2019
- 'Rétrécissement linguistique, Le Figaro  2020
- L'histoire décapitée, Le Figaro 2021
- Je suis vu donc je suis, Marianne 2021

### Rapports comme chargé de mission auprès de ministères
- Rapport au ministre de l’éducation [13] : Grammaire, en collaboration avec Erik Orsenna et Dominique Desmarchelier, décembre 2006
- Rapport au ministre de l’éducation[14] : Vocabulaire, mars 2007
- Rapport au ministre de l’éducation : L'École maternelle, décembre 2008
- Rapport pour le premier ministre : L'Illettrisme en France, mars 2013

## Décorations
- Officier de la Légion d'honneur (14 juillet 2018)[15]
- Officier de l'ordre des Arts et des Lettres (2002)[16]
- Officier de l'ordre national du Mérite